# Crise de Saint-Léonard
La crise de Saint-Léonard désigne une série d'événements relatifs à la question de la langue d'enseignement dans les écoles publiques, survenus entre les années 1967 et 1969 au Québec, tout particulièrement dans la municipalité de Saint-Léonard au nord-est de la Ville de Montréal. Ces événements font éclater au grand jour la crise linguistique qui couve dans la métropole du Québec, et qui découle en bonne partie de l'anglicisation croissante des nouveaux arrivants. Constituant à l'époque l'immigration la plus nombreuse, les Italo-Québécois, qui souhaitent une éducation bilingue plutôt qu'une éducation uniquement en français, se retrouvent au centre des événements.
La décision de la commission scolaire du secteur d'éliminer progressivement les écoles bilingues (français-anglais) sur son territoire exacerbe les tensions entre les francophones et les allophones et anglophones. Une émeute éclate même en septembre 1969 entre ceux qui soutiennent un réseau d'enseignement public exclusivement en français et ceux qui réclament le droit de pouvoir inscrire leurs enfants dans des écoles dispensant l'enseignement dans la langue de leur choix.
La crise de Saint-Léonard devient vite le symbole et la métonymie d'une problématique plus générale : celle du statut et de l'avenir de la langue française au Québec. Dans le sillage de la crise de Saint-Léonard, le Québec adopte ses premières grandes lois linguistiques : la loi 63 sous le gouvernement de l'Union nationale en 1969, la loi 22 sous le gouvernement libéral en 1974 et enfin, la loi 101 en 1977 sous le Parti québécois.
Cette crise a fait l'objet d'un film documentaire, La Bataille de Saint-Léonard, réalisé par Félix Rose et sorti en 2024.

## Contexte

### Historique de Saint-Léonard
Durant la Seconde Guerre mondiale, Saint-Léonard de Port-Maurice n'est qu'une petite municipalité au nord-est de Montréal, peuplée d'environ un millier d'habitants de souche française. La construction de l'autoroute Métropolitaine dans les années 1950 la relie au cœur de l'île et un développement urbain rapide change sa physionomie. Vers la fin des années 1950, les immigrants italiens commencent à affluer. De 321 en 1961, ils passeront à 15 510 en 1971: en 1968, ils comptent pour 40 % de la population de Saint-Léonard, contre 55 % de francophones (de souche française) et 5 % d'anglophones (de souche britannique).
À cette époque, aucune loi ne balise la langue d'enseignement dans les écoles publiques. Toutefois, les Italo-Québécois se voient souvent refuser l'accès à l'école publique française et sont redirigés vers l'école catholique anglaise. Cette pratique est d'ailleurs croissante : si, dans les années 1930, la plupart des enfants italiens de la ville de Montréal fréquentaient l'école française, en 1963 la proportion tombe à 25 %, puis à 13 % en 1967. Cette tendance n'est pas propre aux Italiens, mais est caractéristique de l'ensemble de l'immigration montréalaise dans les années 1960. Selon les chiffres de la Commission des écoles catholiques de Montréal (CÉCM), les Allemands envoient leurs enfants à l'école anglaise dans une proportion de 83 %, les Portugais, de 84 %, les Espagnols, de 77 %, les Hongrois, de 80 %, les Polonais, de 88 % et les Ukrainiens, de 92 %.
Bien plus préoccupées par les questions de foi que par les questions linguistiques, les commissions scolaires confessionnelles ne songeaient pas à mettre un frein à ces transferts linguistiques, à travers l'école, des Néo-Canadiens vers l'anglais. Comme on voulait garder les nouveaux arrivants catholiques, en particulier les Italiens, dans le giron de l'Église, les commissions scolaires catholiques craignaient davantage leur « apostasie » que leur anglicisation. Ce laisser-faire linguisitique, selon les sociologues Donat Taddeo et Raymond Taras, est le principal responsable de la crise qui éclate à la fin des années 1960. On n'aura pas, en effet, défini une politique claire d'intégration linguistique à l'école lorsqu'il était temps de le faire, soit dans les années 1940.
Avant les années 1960, la non-intervention dans la sphère linguistique était le mot d'ordre dans l'État québécois, quel que soit le parti au pouvoir. Si l'on excepte l'épisode, de portée très limitée, de la loi Lavergne en 1910, l'État était peu impliqué. L'historien Marc Levine parle à ce sujet d'un « pacte de non-agression » entre la puissance économique anglophone et les élites politiques canadiennes-françaises. En échange du contrôle de l'État provincial, les francophones laissaient aux anglophones la domination de l'économie montréalaise et la maîtrise de leurs institutions propres. À cela, il faut ajouter l'alliance, caractéristique du long règne de l'Union nationale sous Maurice Duplessis, entre une idéologie conservatrice de la « survivance » et la répugnance traditionnelle face à l'interventionnisme étatique.
Selon plusieurs Italo-Québécois, cette idéologie de la « survivance » a longtemps contribué à leur  exclusion des écoles catholiques francophones. Le Québec francophone de cette époque affichait un taux de natalité élevé et ne ressentait pas le besoin du renforcement démographique apporté par les élèves d'autres origines. En 1966, face à l'effondrement de ce taux de natalité, le Rapport Parent propose que le Québec francophone fasse « un certain effort pour rompre une habitude traditionnelle de repliement sur soi, de méfiance à l'égard des nouveaux venus. »

### Tensions entre francophones et Italo-Québécois
Durant les années 1960, les changements démo-linguistiques rapides, sous le triple effet de la baisse de natalité, de l'immigration croissante et de l'anglicisation des nouveaux arrivants, créent des tensions entre les francophones et les immigrants un peu partout à Montréal, de telle sorte que le statu quo linguistique (le « pacte de non-agression ») devient progressivement intenable. Selon le sociologue Paul Cappon, le « champ du conflit » se joue entre trois éléments : la faible attractivité de la culture francophone en terre canadienne, en comparaison de la culture anglophone, qui s'identifie à l'ordre économique lui-même ; la concurrence entre les francophones et plusieurs immigrants, en particulier les Italiens avec lesquels ils rivalisent souvent pour les mêmes emplois peu ou pas qualifiés (en construction notamment) ; et enfin, la « xénophobie historique » des francophones, qui serait un résidu culturel de la Conquête britannique de 1760. À Saint-Léonard, ces tensions vont dégénérer en conflit ouvert.
D'un côté, les francophones de Saint-Léonard ressentent la préférence massive des Italiens pour l'école anglaise ou bilingue à la fois comme une menace pour le fait français au Québec et comme un renforcement de la domination économique anglophone. De l'autre côté, les Italiens voient que la langue de l'ascension sociale, la lingua del pane (« la langue du pain ») n'est pas le français, mais l'anglais, même si plusieurs parlent français et sont trilingues. En effet, les francophones unilingues sont tout au bas de l'échelle salariale, juste devant les autochtones et les Italiens. En moyenne, le revenu d'un anglophone est de 35 % supérieur à celui d'un francophone. Il y a peu d'incitatif économique à s'intégrer au Québec français. Comme le résumera bientôt la Commission Gendron, « le domaine du français est plutôt celui des basses tâches, des petites entreprises, des faibles revenus et des niveaux d'instruction peu élevés. Le domaine de l'anglais est tout à l'inverse : tâches supérieures de conception et de commande, haut niveau d'éducation et de revenu, grandes entreprises ».
Un ordre économique anglophone, en place à leur arrivée, attire ainsi irrésistiblement les immigrants (les Italiens comme les autres) vers l'anglais. C'est ce qu'exprime sans ambages une lettre ouverte anonyme publiée au plus chaud de la crise dans le journal anglophone The Montreal Star: « Italians as all immigrants, would be stupid to learn French when they arrive here, French being the minority language, the language of humiliation, the workless language and above all, the language of joblessness and unemployment. »
Nick Ciammara, vice-président de l'Association des parents de Saint-Léonard (Saint Leonard Catholic Association of Parents), exprime la même chose, en termes plus mesurés, dans une lettre ouverte dans le journal The Gazette: « Immigration is essentially an economical fact, and given the pitiless laws of economics, we are obliged, after landing here, to learn the English language, the language spoken all over the continent. ».
Les francophones et les Italiens de Saint-Léonard ont donc des motivations et des objectifs très différents : l'enjeu est à la fois économique et culturel pour les uns, il est social, mais il est purement économique, personnel, pour les autres. Pour les francophones, il est question de la survie du Québec français et de leur destin collectif, tandis que pour les Italiens, il est question de leur promotion sociale et de celle de leurs enfants. On ne parle pas le même langage. Entre francophones et Néo-Québécois, « la communication directe est objectivement impossible », écrit Paul Cappon, qui organise des discussions interculturelles au début des années 1970. « Dès lors, la rencontre entre l'Italien ou le Grec et le Canadien français devient un non-sens, car les francophones parlent de "l'identité" et les immigrants parlent de "jobs". La communication coupée entre les deux groupes, l'expression des attitudes hostiles a libre cours, car le francophone condamnera l'assimilation des immigrants à l'anglais, à la "force" économico-politique, comme représentant une menace pour son identité culturelle, tandis que le Néo-Québécois reprochera aux francophones des revendications et des pressions linguistiques qui remettent en cause la stabilité économique et les gains de son immigration. ».

## Déroulement
La crise de Saint-Léonard commence au mois de novembre 1967 : la Commission scolaire catholique de Saint-Léonard décide de mettre un terme progressif aux écoles bilingues que fréquentent massivement (à 90 %) les écoliers italiens de la municipalité. On prévoit l'élimination graduelle des classes bilingues sur une période de six ans. Ces écoles ne sont bilingues que de nom : l'anglais règne en maître dans les couloirs et la cour de récréation, tandis que les cours sont donnés à 70 % en anglais. La réaction est immédiate : l'Association des parents de Saint-Léonard est fondée au mois de février par un Irlandais, Robert Beale (ce qui confirme, aux yeux des francophones nationalistes, l'existence d'une alliance «anglo-italienne»).
À l'été 1968, la nouvelle approche linguistique de la Commission scolaire catholique de Saint-Léonard se radicalise : le Mouvement pour l'intégration scolaire (MIS), organisation farouchement « unilinguiste » dirigée par Raymond Lemieux, vient de faire élire trois de ses membres au comité scolaire. Forts de leur majorité (3 sièges sur 5), ils décrètent qu'à partir du mois de septembre 1968, l'enseignement dans les écoles primaires de Saint-Léonard se donnera en français, à tous les niveaux; le plan « étapiste » est mis au rancart. La résolution du conseil du 27 juin annonce que « dans toutes les écoles de primaires de la juridiction de la commission scolaire de Saint-Léonard, la langue d'enseignement sera le français et ce, dès septembre 1968 ».
On vient de rompre avec une tradition, vieille de deux siècles, de non-intervention en matière linguistique. Le concept d'« unilinguisme » en matière d'offre de services par l'État québécois est alors tout nouveau. Il émerge en même temps qu'un certain néonationalisme québécois, qui rompt avec la philosophie de la « survivance » et qui entend utiliser tous les leviers de l'État pour rendre les Québécois « maîtres chez eux », comme l'affirme le slogan du Parti libéral de Jean Lesage. C'est la « Révolution tranquille ». Le projet unilinguiste n'aspire pas, contrairement à ce que son appellation laisse suggérer, à imposer le monolinguisme français à tous les habitants du Québec, mais à contrer le bilinguisme institutionnel de facto des institutions québécoises dans les années 1960. Or, comme l'exprime André D'Allemagne, l'un des premiers promoteurs de l'unilinguisme, le bilinguisme institutionnel, en plaçant à égalité deux langues en fait inégales, « tue » le français . Dans ce cadre, le concept d'« unilinguisme » ne revient pas à vouloir imposer le français aux personnes, mais à refuser le bilinguisme institutionnel : le français doit être la langue officielle et la langue « normale », comme on dira plus tard, des institutions québécoises.
C'est ce qu'exprime, on ne peut plus clairement, le Rassemblement pour l'indépendance nationale (RIN), lequel appelait dès son congrès de 1961 à rompre radicalement avec le statu quo : « Une fois l'indépendance instaurée, seule la langue française sera officielle au Québec. En attendant, le gouvernement du Québec devrait dès maintenant se proclamer unilingue français, tout comme les gouvernements des autres provinces sont unilingues anglais.» C'est, pareillement, l'opinion du MIS.
Mais à l'époque, l'opinion générale chez les francophones est encore généralement défavorable à cet « unilinguisme » : René Lévesque, député indépendant en même temps que chef d'un Parti québécois pour l'instant sans députation, était fameusement horripilé par le radicalisme du chef du RIN Pierre Bourgault. De l'avis du futur premier ministre indépendantiste : « Imposer actuellement l'unilinguisme, ça me paraîtrait aller plus vite que la réalité, ça risquerait de demeurer artificiel ». Mieux vaudrait trouver des moyens de « prioriser » le français sans empiéter sur le libre-choix des gens. Cette perspective était typique de l'opinion francophone, même nationaliste, de l'époque : l'audace « unilinguiste » des commissaires scolaires de Saint-Léonard en est d'autant plus surprenante.
En ce qui concerne les côtés anglophone et allophone, l'« unilinguisme » est rejeté à l'unanimité : on y voit une rupture du pacte social et une attaque contre les droits fondamentaux. La décision des commissaires scolaires de Saint-Léonard ne passe absolument pas. The Montreal Star va jusqu'à demander au premier ministre canadien, Pierre Elliott Trudeau, d'amender le Code criminel de sorte à empêcher « un génocide culturel au Québec » ; mais ce dernier ne peut donner suite, prérogatives constitutionnelles obligent, à cette demande.
Mais presque en même temps que l'annonce de la future politique « unilinguiste » à l'école primaire, la commission scolaire Jérôme-Le Royer décide de transformer l'école secondaire française Aimé-Renaud, la seule à desservir Saint-Léonard, en école anglaise, afin d'économiser 150 000 $ en frais de transport. Les 650 élèves francophones seront dispersés ailleurs dans le réseau. Cette décision administrative s'accorde mal avec le décret du conseil scolaire de Saint-Léonard : du côté des nationalistes francophones, on y voit une symbolique qui frappe fort. Dans la nuit du 31 août, l'école est occupée par quelque 80 étudiants du secondaire, avec à leur tête un certain « Pierre le Québécois ». La chose fait boule de neige : des manifestations d'appui sont organisées par le MIS, auxquelles se joignent, ou assistent, des personnalités publiques comme Reggie Chartrand, figure centrale du groupe des Chevaliers de l'Indépendance, Pierre Bourgault du RIN ou encore – mais de loin et non sans réticence – des politiciens comme René Lévesque.
Dans les pages du Devoir, Jean-Marc Léger réagit fortement en faveur des manifestants : « Il y a cinquante ans, à l'époque du fameux règlement 17, des parents francophones montaient la garde la nuit pour protéger leurs écoles... mais cela se passait en Ontario. Qu'en 1968, ce soit dans le Québec que des élèves francophones doivent occuper leurs écoles donne la mesure du péril. C'est désormais la communauté franco-québécoise elle-même qui est assiégée et qui, demain, sera investie. ».
L'occupation et la mobilisation portent fruit : quelques jours plus tard, la décision est renversée. L'école Aimé-Renaud restera française et les élèves Anglo-Italiens à qui on la destinait seront réunis dans la nouvelle école primaire Georges-Étienne Cartier.
Le conflit est cependant loin d'être réglé. La riposte anglo-italienne à la décision des commissaires s'organise : l'Association des parents de Saint-Léonard appelle au boycott. Une marche est organisée à Ottawa pour attirer l'attention du gouvernement fédéral sur la situation. Afin d'accueillir les jeunes élèves italiens dont les parents choisiraient de boycotter la première année de primaire en français, Robert Beale met sur pied une école privée anglaise ad hoc, plus ou moins clandestine. La table est mise pour une crise sociale.

### Le projet de loi 85
Le gouvernement de l'Union nationale de Jean-Jacques Bertrand se saisit alors de l'affaire et tente de calmer le jeu. Dans un premier temps, il annonce la création de la Commission d'enquête sur la situation de la langue française et sur les droits linguistiques au Québec, présidée par Jean-Denis Gendron, dont le rapport final sera remis cinq ans plus tard, en 1973. Dans un deuxième temps, il annonce la promulgation de la première loi linguistique d'envergure jamais déposée par un gouvernement québécois : la loi 85. Le 22 novembre, à la radio de CFCF, le premier ministre affiche les couleurs de son gouvernement: « Le parlement sera saisi la semaine prochaine d'une loi qui consacrera le droit de la minorité anglaise à faire éduquer ses enfants dans la langue de son choix. ».
La loi 85 prévoit trois dispositions : premièrement, le statu quo en matière de langue d'enseignement, soit le libre-choix pour tous; deuxièmement, l'établissement de comités pour statuer du caractère linguistique des écoles; enfin, la mise en place de mesures incitatives pour la francisation des immigrants.
Deux visions vont s'affronter autour de ce projet de loi, comme autour de ceux qui suivront. D'un côté, celle du premier ministre, d'une bonne partie de l'intelligentsia francophone, d'un grand nombre d'immigrants, dont une large part de la communauté italienne de Saint-Léonard, et des anglophones : la vision libérale du libre-choix, qui envisage la langue comme une question de droits individuels. « La foi ne s'impose pas », aime à répéter Jean-Jacques Bertrand en citant saint Augustin; agir autrement, rajoute-il, « serait utiliser des méthodes inspirées du racisme et du totalitarisme ». De l'autre côté, la vision des nationalistes, qui envisage plutôt la langue sous l'angle des droits collectifs. François-Albert Angers, professeur aux HEC et directeur de la revue L'Action nationale,  incarne cette vision en répliquant au premier ministre Bertrand au cours d'une réunion : « Ce n'est pas la culture anglaise qui est menacée au Québec, mais la culture française, monsieur le premier ministre. Ce ne sont pas les anglophones qui doivent gagner leur vie dans une autre langue que la leur, mais les francophones, monsieur le premier ministre. L'État, dont 85 % des citoyens parlent le français, a le droit de décréter que cette langue prévaudra à l'école publique, car la collectivité a des droits comme l'individu. ».
Les lobbys anglo-italiens sont satisfaits par le projet de loi 85, mais aux yeux des nationalistes, c'est une capitulation. À Québec, le 5 décembre, 3 000 manifestants, dont 80 % sont des élèves du secondaire, prennent le parlement d'assaut avec des boules de neige. Les choses tournent au vinaigre : des députés sont emprisonnés à l'intérieur, des vitres éclatent et la police intervient. Un total de 15 manifestants sont incarcérés.
Le projet de loi 85 est par ailleurs loin de faire l'unanimité de l'Assemblée nationale. L'opposition libérale reste distante, son chef Jean Lesage jugeant qu'elle « protège seulement les minorités »; l'unique député du Parti québécois, René Lévesque, aimerait qu'il « retourne au néant, d'où il n'aurait jamais dû sortir »; il crée aussi des divisions au sein du caucus unioniste. Profitant de l'absence du premier ministre pris d'un malaise cardiaque, le ministre de l'Éducation et vice-président du Conseil des ministres, Jean-Guy Cardinal, dépose une motion pour déférer la loi en deuxième lecture au comité parlementaire de l'Éducation; ce qui revient, en pratique, à l'enterrer. La motion est adoptée à 50 voix contre 30. La loi 85 est mort-née.

### L'émeute du 10 septembre 1969
À la rentrée scolaire de septembre 1969, aucune solution politique n'a été trouvée. Le décret de la Commission scolaire de Saint-Léonard tient toujours. Le ministre de l'Éducation Jean-Guy Cardinal propose un compromis : une école privée anglaise, subventionnée à 80 %, pourrait être créée pour accommoder la clientèle italophone. Mais autant les Italiens, qui refusent d'avoir à payer de leurs poches pour ce qu'ils considèrent être un droit, que les nationalistes, qui y voient un désaveu de la « volonté démocratique » des citoyens de Saint-Léonard, s'opposent au projet, qui tombe à l'eau.
Le 3 septembre, la Ligue pour l'intégration scolaire (LIS), qui a remplacé le MIS, convoque une assemblée sur la rue Jean-Talon, en plein secteur italien. La chose est vue comme une provocation et l'assemblée tourne au vinaigre. Raymond Lemieux, orateur principal, est blessé à la tête par le lancer d'une chaise. Dans la rue, des voitures sont renversées et la police doit intervenir.
Le 5 septembre, le ministre Cardinal propose une nouvelle formule de compromis : 1) l'enseignement en première année de primaire restera français ; 2) une heure d'anglais sera dispensée aux élèves italiens ; 3) des classes spéciales seront créées pour les élèves de deuxième année ayant étudié en anglais l'année précédente ; 4) des classes bilingues seront créées de la troisième à la septième année. La LIS accepte la proposition, mais les deux commissaires italiens de la Commission scolaire de Saint-Léonard, ainsi que Robert Beale, refusent net : on appelle au boycott des nouvelles classes françaises.
Cependant, au jour de la rentrée de 8 septembre, 60 % des élèves italiens se présentent à l'école française et les autres, moyennant une contribution parentale mensuelle de 25 $, sont dispersés dans des classes de la Commission des écoles protestantes du Grand Montréal (CEPGM) ; cet expédient indigne des gens des deux camps et la grogne ne cesse pas. Le gouvernement lui-même est divisé sur la question : si le premier ministre trouve le compromis intéressant, son ministre de l'Éducation affirme au journal Le Devoir que la CEPGM commet « un affront à la société québécoise ».
Le 9 septembre, le chef de police Sylvio Langlois interdit au LIS de manifester sur la rue Jean-Talon. Raymond Lemieux invite ses partisans, dans un geste de défi, à marcher à l'angle du boulevard Pie-IX et de la rue Jean-Talon le 10 septembre au soir. Un millier de militants nationalistes, dont plusieurs têtes d'affiche comme Reggie Chartrand ou les felquistes Paul et Jacques Rose, répondent à l'appel. Ils sont attendus par un cordon policier, derrière lequel sont retranchés des dizaines d'Italiens de l'Association des parents de Saint-Léonard, dont certains sont armés de chaînes. C'est l'affrontement. En début de soirée, le maire Léo Ouellet promulgue la loi de l'émeute. La police intervient, la situation dégénère. Le bilan est de 100 blessés, 51 arrestations, 118 vitrines fracassées et 10 incendies. Raymond Lemieux est arrêté et accusé de sédition.

### La Loi sur la promotion de la langue française ou loi 63
Les derniers événements à Saint-Léonard finissent de convaincre le premier ministre Jean-Jacques Bertrand qu'un terme législatif à la crise doit être mis au plus vite. À ce moment, le conflit a dépassé le territoire de Saint-Léonard et il est devenu un enjeu national. Le projet de loi pour promouvoir la langue française au Québec, ou loi 63, est déposé par le gouvernement au mois d'octobre 1969. Dans l'ensemble, il reprend les grandes lignes du projet de loi 85. On y prévoit : 1) le droit à la liberté absolue des parents de choisir la langue de leur choix pour l'éducation de leurs enfants ; 2) que les élèves anglophones à tous les niveaux, devront avoir une connaissance d'usage du français pour obtenir leurs diplômes ; et 3) que les immigrants seront incités à apprendre le français à travers diverses mesures de francisation volontaires, mais qu'aucune disposition législative ne les obligera à fréquenter l'école française. C'est le triomphe du principe du libre-choix. Les historiens Claude Painchaud et Richard Poulin écrivent à son sujet : « la loi 63 fut en 1969 le libre-choix de la langue d'enseignement avec pour seule contrainte l'obligation de maîtriser correctement le français ».
La loi, qui divise à nouveau l'Assemblée nationale, ne sera adoptée qu'au terme d'une saga législative qui voit la formation d'une « opposition circonstancielle » réunissant les cinq députés Jérôme Proulx, Antonio Flamand de l'Union nationale, Yves Michaud du parti libéral, René Lévesque, indépendant, et Gaston Tremblay du Ralliement créditiste. Les députés contestataires lancent un filibuster cherchant à court-circuiter par tous les moyens l'adoption de la loi. Elle est néanmoins adoptée en troisième lecture le 20 novembre 1969, au terme de 60 heures de débats, à 67 voix contre 5, avec 2 abstentions et 30 absents.
François-Albert Angers déclare solennellement que « la deuxième bataille d'Abraham a été perdue ». Quant à Nick Ciammaria, qui résume l'état d'esprit d'une large part de la communauté italienne, il se déclare satisfait : « La loi 63 nous garantit le droit à l'enseignement à l'anglais. Nous sommes satisfaits. Pour nous, la crise de Saint-Léonard est terminée. »
Mais elle ne l'est pas pour la mouvance nationaliste. De grandes manifestations sont organisées à Montréal et à Québec sous l'égide du Front pour le Québec français, qui réunit quelque 200 associations affiliées. 11 000 étudiants se réunissent à l'UQAM le 28 octobre pour dénoncer la loi en voie d'être adoptée ; 25 000 personnes sur la rue Craig brûlent une effigie du premier ministre Bertrand. Le 31 octobre, 20 000 manifestants se massent devant le Parlement à Québec, chauffés à blanc par Pierre Bourgault et Michel Chartrand. En fin de soirée, aux alentours de 23 heures, un noyau dur de quelque 2 000 manifestants confronte violemment la police. L'émeute fait 40 blessés et 80 personnes sont arrêtées.

## Bilan et retombées
Si, comme l'affirment les historiens Marcel Martel et Martin Pâquet, l'objectif d'une loi linguistique est de garantir la paix sociale, on peut dire que la loi 63 fut un échec. Loin de calmer le jeu, la loi 63 va généraliser la crise à l'ensemble du Québec et poser les bases de la défaite, puis de la disparition de l'Union nationale aux élections de 1970. La fin du règne unioniste sera rythmée par les manifestations et les débats acrimonieux sur la question linguistique.
La loi 63 n'atteint pas non plus son propre but déclaré, soit la « promotion de la langue française » : durant les cinq années de sa courte existence législative, les transferts linguistiques des enfants de l'immigration vers l'anglais atteignent des niveaux records : les inscriptions aux écoles anglaises de la commission scolaire Jérôme-Le Royer augmenteront de 69,7 % entre 1970 et 1974, tandis que les inscriptions dans ses écoles francophones baisseront de 1,4 %. Les jeunes allophones continuent de fréquenter massivement l'école anglaise, et les jeunes francophones montréalais commencent à être aspirés à leur tour dans l'orbite de la lingua del pane, fréquentant en nombre sans cesse croissants les écoles anglaises. Les mesures incitatives de francisation n'ont pour leur part quasiment aucun succès : le ministre William Tetley propose par exemple aux 60 000 entreprises québécoises de se donner une raison sociale en français, sans avoir à payer les frais habituels. Il ne reçoit que 25 réponses positives.
À travers la « crise de Saint-Léonard », le Québec prend clairement conscience du conflit linguistique qui couve en son sein. Les francophones prennent conscience de la menace démographique que l'immigration croissante fait peser sur le destin de leur langue minoritaire en Amérique du Nord, singulièrement dans la ville de Montréal. Selon Paul Cappon, « dans la conscience collective canadienne-française, tous les éléments menaçant la sécurité collective se cristallisent depuis l'affaire scolaire Saint-Léonard dans la prise de conscience de la menace démographique réelle ». Les anglophones prennent conscience, pour leur part, qu'eux-mêmes constituent, au Québec, une minorité, et que leurs privilèges linguistiques ne sont peut-être pas aussi assurés qu'ils le croyaient. Enfin, les allophones prennent conscience des contraintes intégratives supplémentaires que l'existence du fait français au Québec fait peser sur eux.
En ne répondant pas aux aspirations d'une grande partie de la majorité francophone, la loi 63 ne parviendra pas à apaiser les tensions linguistiques qui menacent le tissu social dans la métropole du Québec. Il faudra, par-delà l'épisode guère plus concluant de la loi 22, attendre la loi 101 en 1977 avant que le couvercle ne soit posé sur la marmite. Acte fondateur du Parti québécois, la loi 101 est une réponse déterminée aux questions posées par la crise de Saint-Léonard. En ce sens, on peut dire que la crise de Saint-Léonard aura agi comme un levain pour le nationalisme québécois.